# Vladas Niunka
Vladas Niunka (17 d'agost del 1907 – 26 de desembre del 1983) fou un agitador i propagandista del Partit Comunista de Lituània (PCL), teòleg i ministre d'Educació de Lituània.
Una vegada acabats els estudis secundaris a Šiauliai (1925), començà a participar en activitats del moviment comunista, cosa que li valgué una pena de presó que complí a Varniai entre el 1928 i el 1931. El 1936 es graduà de la Universitat Vytautas el Gran. Tornà a ser empresonat entre el 1938 i el 1940, aquest cop a Dimitravas.
Després de l'ocupació soviètica de Lituània el 1940, Niunka es convertí en president de la Comissió Electoral Central del Seimas Popular. L'estiu del 1940 treballà d'editor del diari Tiesy (similar al Pravda). Entre el 1940 i el 1942 fou fiscal de la República Socialista Soviètica de Lituània.
Niunka ràpidament anà guanyant posicions a la jerarquia del partit. El 1943 fou nomenat vicepresident del Departament d'Agitació i Propaganda del Comitè Central del PCL, òrgan del qual es convertí en vicesecretari l'any següent.
En acabar la Segona Guerra Mundial, feu de viceprimer ministre fins al 1948, any en el qual fou nomenat ministre d'Educació durant uns quants mesos. Ocupà el càrrec de secretari del Comitè Central del PCL entre el 1949 i el 1961. El 1955 succeí Feliksas Bieliauskas com a president del Soviet Suprem de l'RSS de Lituània, càrrec que ocuparia fins al 1963.
El 1961 abandonà les seves funcions al partit. Treballà d'editor en cap de la revista Komunistas fins al 1970, quan passà a dirigir la junta directiva de l'associació Žinija. Ensenyà a la Universitat Estatal de Vílnius. El 1974 aconseguí el grau de candidat en ciències de la filosofia.
Morí a Vílnius el 1983.

## Publicacions destacades
- Nuo Vatikano Pirmojo iki Vatikano Antrojo (1963)
- Socialiniai katalikybės mitai (1965)
- Vatikanas ir antikomunizmas
- Nacionalinis išsivadavimo judėjimas ir religija (1972)
- Klerikalinės partijos ir Vatikanas (1974)
- Šių laikų Vatikanas (1980)